# Estadio Zorros del Desierto
Het Estadio Zorros del Desierto is een multifunctioneel stadion in Calama, een plaats in Chili. Het stadion heeft als bijnaam 'El Infierno' (de hel).
De bouw van het stadion begon in februari 2013 en duurde tot april 2014. Om dit stadion te kunnen bouwen moest het oude stadion (Estadio Municipal de Calama) op deze plek gesloopt worden. De opening was op 18 april 2014. In het stadion is plaats voor 12.346 toeschouwers.
Het stadion wordt vooral gebruikt voor voetbalwedstrijden, de voetbalclub CD Cobreloa maakt gebruik van dit stadion. 